# Бирманская арфа (фильм, 1956)
«Бирманская арфа» (яп. ビルマの竪琴 Biruma no tategoto) — фильм, японская драма Кона Итикавы 1956 года по одноимённому роману Митио Такэямы.
Картина завоевала две премии Венецианского кинофестиваля (1956) и премию «Майнити» (1957). 

## Сюжет
Бирманская кампания Второй мировой войны. Рядовой первого класса Мидзусима из отряда капитана Иноуэ выучился играть на саунге, бирманской арфе, и теперь в отряде поют под саунг для поднятия боевого духа. Укрывшись в деревне, отряд понимает, что окружён британскими войсками. Им сообщают, что Япония капитулировала, и отряд сдаётся. Капитан просит Мидзусиму отправиться в горы, чтобы уговорить сдаться до сих пор воюющую группу солдат. Британцы дают Мидзусиме полчаса на переговоры, которые ни к чему не приводят — солдаты решают сражаться до конца. Мидзусима собирается попросить ещё времени и мастерит белый флаг. Солдаты, думая, что он решил сдаться от их имени, бьют его и оставляют без сознания на полу пещеры. Британская артиллерия открывает огонь, от которого погибают все, кроме Мидзусимы, оставшегося в пещере. Выхоженный бирманским монахом, Мидзусима в монашеском одеянии бродит в поисках лагеря, где содержится его отряд. Встречая на пути множество убитых, он решает помочь хоронить их и молиться за упокой их душ.
Тем временем капитан Иноуэ покупает у местной старухи, приносившей им еду в обмен на разные предметы, попугая и выучивает его фразе: «Мидзусима, вернёмся в Японию вместе!» Солдаты просят старуху передать попугая захожему монаху, в котором они узнают Мидзусиму. Позже старуха приносит в отряд другого попугая, переданного монахом. Эта птица повторяет фразу: «Я не могу вернуться!» С попугаем капитану передают длинное письмо, в котором Мидзусима пишет, что не может вернуться, потому что должен хоронить мёртвых и молиться за мир на земле. Капитан зачитывает солдатам это письмо только на корабле, на котором их везут на Родину — в Японию.

## В ролях
- Рэнтаро Микуни — капитан Иноуэ
- Сёдзи Ясуи — Мидзусима
- Дзюн Хамамура — Ито
- Такэтоси Найто — Кобаяси
- Сюндзи Косуга — Маки
- Ко Нисимура — Баба
- Таниэ Китабаяси — старуха
- Томио Аоки — Ояма